# Émeute des chats
L'émeute des chats (en espagnol : Motín de los Gatos) ou de Oropesa a éclaté à Madrid le 28 avril 1699, se déroulant suivant le schéma classique des émeutes de subsistance de l'Ancien Régime, en réponse à l'absence de nourriture (surtout de pain), à l'époque de l'année où justement le blé est le plus cher : avant la récolte et quand s'épuisent les réserves de l'année précédente.
« [Le Corrégidor de Madrid, Francisco de Vargas, à une femme qui lui reprochait de ne pouvoir nourrir son mari, sans travail, et ses six enfants, avec le pain, de mauvaise qualité, qu'elle venait d'acheter à douze cuartos] :
Rendez grâce à Dieu qu'il ne coûte pas deux [reales] d'argent... faites châtrer votre mari pour qu'il ne vous fasse pas tant d'enfants.
[Cris de la multitude] :
Pain, pain, pain, nous voulons du pain.... Vive le roi, mort au mauvais gouvernement. ».
Les troubles, lors desquels la multitude exaspérée mettait gravement en danger l'ordre, se sont calmés lors de l'intervention du roi Charles II d'Espagne en personne qui a pu s'adresser à la foule assemblée devant le palais, après que les esprits se furent calmés.
Les conséquences postérieures ont été mises à profit politiquement dans le contexte des débats au sujet du testament souvent modifié du roi (surnommé El Hechizado, l’Ensorcelé), incapable autant de gouverner par lui-même que d'avoir une descendance. Les partisans de la succession française (Philippe d'Anjou, de la maison des Bourbon), parmi lesquels figurait le cardinal de Portocarrero, ont réussi à éloigner du pouvoir les partisans de la succession autrichienne (Charles de Habsbourg), appuyés par la reine Marie-Anne de Neubourg, seconde épouse du roi.
La principale victime a été le personnage qui exerçait les fonctions de favori: le comte de Oropesa (austrophile), qui après une période d'éloignement était revenu au pouvoir l'année précédente au milieu d'une campagne de discrédit menée par des libelles et même une œuvre de théâtre comme El esclavo en grillos de oro, de Francisco Bances Candamo. A été également déposé le corrégidor de Madrid, Francisco de Vargas, qui a été remplacé par Francisco Ronquillo, un personnage en vue du parti opposé des partisans de la Maison de Bourbon, qui durant les troubles avait agi comme intermédiaire en faveur des réclamations de la foule, et qui été réclamé par celle-ci.
Après le décès de Charles II l'année suivante, Philippe de Bourbon a été couronné sous le nom de Philippe V, mais a débuté la Guerre de Succession d'Espagne.
Les caractéristiques spécifiques de l'émeute des Chats sont exemplaires : un demi-siècle plus tard, les événements se sont répétés lors de la Révolte contre Esquilache en 1766.

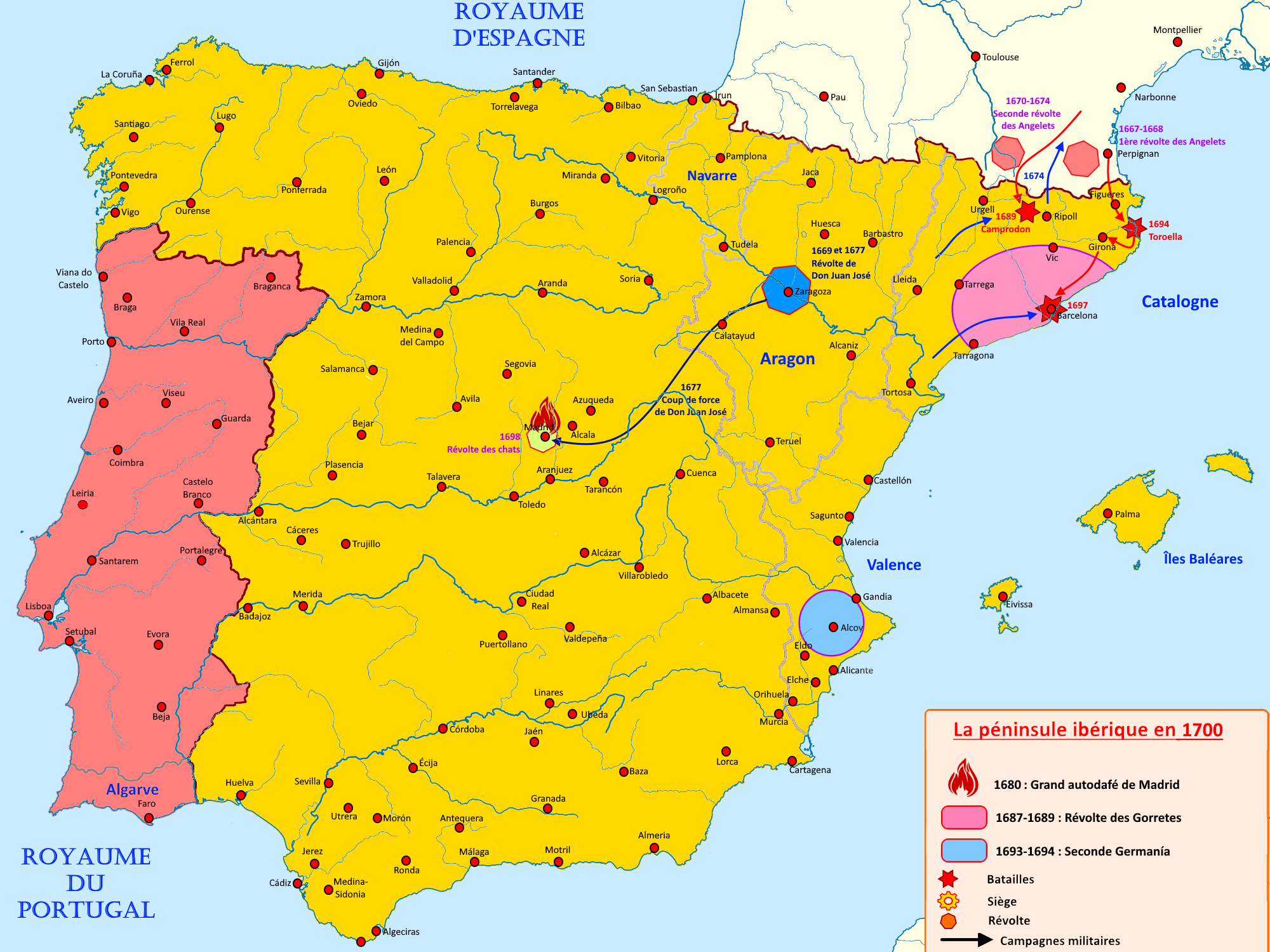
Les révoltes en Espagne de 1665 à 1700